# Teja
Teja is een bestuurslaag in het regentschap Majalengka van de provincie West-Java, Indonesië. Teja telt 2383 inwoners (volkstelling 2010).